# Sára Ryggshamar Nysted
Sára Ryggshamar Nysted (Vágur, 2001. január 19. –) feröeri úszó, a Suðuroyar Svimjifelag (Susvim) és a feröeri úszóválogatott versenyzője. 2017 közepén több számban tartja a feröeri csúcsot.

## Pályafutása
Szülei, Anita Ryggshamar és Jóhannes Nysted mindketten korábbi válogatott úszók, akik a Szigetjátékokon is képviselték Feröert.
Első feröeri csúcsát 2016. január 9-én úszta 400 méteres gyorsúszásban a váguri Páls Høllben a Susvim-bajnokságon (4:24.20).
A 2015-ös Szigetjátékokon Jersey-n egyéniben nyert négy arany- és két bronzérmével a legtöbb győzelmet elérő feröeri bemutatkozó volt a játékok addigi történetében; emellett váltóban is nyert egy arany-, két ezüst- és egy bronzérmet.
2016 januárjában a Reykjavík International Games legeredményesebb feröeri versenyzője volt négy arany- és két ezüstéremmel, egyúttal hat feröeri csúcsot is felállított.
A 2017-es, budapesti úszó-világbajnokságon 200 méteres vegyesúszásban és 400 méteres vegyesúszásban indul.